# Elias Abouchabaka
Elias Abouchabaka (sinh ngày 31 tháng 3 năm 2000) là một cầu thủ bóng đá người Đức hiện thi đấu ở vị trí tiền vệ cho câu lạc bộ Vitória Guimarães.